# Vitinho (calciatore gennaio 2000)
Vitinho, pseudonimo di Victor Gabriel Moura de Oliveira (Guarulhos, 4 gennaio 2000), è un calciatore brasiliano, centrocampista del Pouso Alegre.

## Caratteristiche tecniche
È un trequartista.

## Carriera

### Club
Cresciuto nel settore giovanile del Corinthians, debutta in prima squadra il 14 marzo 2021 in occasione dell'incontro del Campionato Paulista vinto 1-0 contro il São Caetano.

### Nazionale
Ha giocato nella nazionale brasiliana Under-17.

## Statistiche

### Presenze e reti nei club
Statistiche aggiornate al 27 maggio 2021.
| Stagione        | Squadra         | Campionato      | Campionato | Campionato | Coppe nazionali | Coppe nazionali | Coppe nazionali | Coppe continentali | Coppe continentali | Coppe continentali | Altre coppe | Altre coppe | Altre coppe | Totale | Totale |
| Stagione        | Squadra         | Comp            | Pres       | Reti       | Comp            | Pres            | Reti            | Comp               | Pres               | Reti               | Comp        | Pres        | Reti        | Pres   | Reti   |
| --------------- | --------------- | --------------- | ---------- | ---------- | --------------- | --------------- | --------------- | ------------------ | ------------------ | ------------------ | ----------- | ----------- | ----------- | ------ | ------ |
| 2021            | Corinthians     | A1/SP+A         | 4+0        | 0          | CB              | 0               | 0               | CS                 | 3                  | 0                  |             | -           | -           | 7      | 0      |
| Totale carriera | Totale carriera | Totale carriera | 4          | 0          |                 | 0               | 0               |                    | 3                  | 0                  |             | -           | -           | 7      | 0      |